# Egeralja
Egeralja község Veszprém vármegyében, a Devecseri járásban.

## Fekvése
Veszprém vármegye nyugati peremén, a Marcal völgyében, a folyó jobb parti oldalán fekszik. A szomszédos települések: észak felől Adorjánháza, északkelet felől Nemesszalók, dél felől Csögle, nyugat felől pedig Celldömölk. Kis híja van annak, hogy közigazgatási területe nem érintkezik kelet felől még Dabrony határszélével is. Adorjánházával mára gyakorlatilag teljesen összenőtt.

### Megközelítése
Csak közúton közelíthető meg, a 8413-as úton, amely nagyjából dél-északi irányban húzódik végig a központján.
Az ország távolabbi részei felől vagy Pápa, vagy Celldömölk érintésével, vagy pedig a 8-as főút Somló menti szakasza irányából érhető el. Pápa, illetve Celldömölk felől a két várost összekötő 834-es főúton Külsővatig kell eljutni, majd ott rákanyarodni a 8413-as útra; a 8-as felől pedig Somlójenő után kell letérni Iszkáz irányába, ahonnan a 8403-as, majd a 8413-as úton juthatunk el a településre.

## Története
A mai község valószínűleg a 12. században keletkezett. A középkorban több írásos forrás is említi, melyek szerint a falu lakói királyi vadászok voltak. Bél Mátyás 1735-ben megjelent Veszprém vármegye leírása című hiteles művében két nagy nemesi családot említ, a Boncz és Egerallyi családot. Az Egerallyi család később Ferenczy-nek nevezi magát. Leszármazottaik még ma is élnek a faluban. A török időkben a falu lakói a Marcal mocsaraiban és kiemelkedő dombokon (Szigeti-domb, Jánosi-domb) kerestek menedéket. Az 1848-as nemzetőrség összeírása 31 nemzetőrt említ Egeraljáról, közülük 10-en a Dráva-vonal védelmi harcaiban vettek részt.
A reformációtól kezdődően a falu lakossága csaknem teljes egészében református vallású lett. Az első templom 1740-ben épült, ennek helyén 1801-ben készült el az első kő templom. A mai új helyre épített templomot 1913-ban szentelték fel. 1874-ben református iskola épült a faluban, ennek épületében található ma a Helytörténeti Gyűjtemény.
1949-ben Egeralját a szorosan mellé épült Adorjánházával egyesítették, Adorjánháza néven. 1991. november 1-jén azonban a település ismét önálló lett.

## A falu ma
A falu lakossága 230 fő (2013-as adatok alapján). Egeralja egy kis falu, de majdnem minden alapvető szolgáltatás megtalálható itt: üzletek, orvosi rendelő, kultúrház, óvoda. Nevezetes a Szalóky Károly által létrehozott helytörténeti gyűjtemény, amely nemcsak a falu, hanem a környék történetét és néprajzi értékeit is bemutatja. A faluba látogatók ezenkívül megtekinthetik Szalóky Károly festményeit, illetve elolvashatják verseit is. (A múzeum nem látogatható. A teljes gyűjtemény állagmegőrzés céljából a veszprémi Laczkó Dezső Múzeum oltalma alatt áll.) A falu temető felőli végén, a volt homokbánya helyén néhány éve játszótér épült. A községtől nyugatra, a Marcal egykori ártere, a bozót (vagy Katyor) ma Natura 2000 természetvédelmi terület. 2000-ben a faluközpontban leplezték le a Millenniumi emlékművet, mely a Millenniumi emlékparkban található. A falu másik emlékműve a Hősi emlékmű, amely a világháborús hősöknek állít emléket.
A településről két könyvet adtak ki, valamint a már említett polihisztor-festő, Szalóky Károly több verseskötete is megjelent.
A községben civil szervezet is működik (Egeralja Jövőjéért Alapítvány), melynek célja a helyi értékek védelme és megőrzése, a kulturális programok szervezése, környezeti és tárgyi értékek megóvása.

## Közélete

### Polgármesterei
- 1991–1994:
- 1994–1998: Farkas Jenő (független)[3]
- 1998–2002: Farkas Jenő (független)[4]
- 2002–2006: Farkas Jenő (független)[5]
- 2006–2010: Farkas Jenő (független)[6]
- 2010–2014: Bolla Klaudia (független)[7]
- 2014–2019: Farkas Jenő (független)[8]
- 2019–2024: Sárközi Zsolt (független)[9]
- 2024– : Zajcsek Szabolcs (független)[1]

## Népesség
A település népességének változása:
| Lakosok száma | 230  | 216  | 227  | 208  | 220  | 209  | 211  |
|               | 2013 | 2014 | 2015 | 2021 | 2022 | 2023 | 2024 |

A 2011-es népszámlálás során a lakosok 94,7%-a magyarnak, 1,2% németnek mondta magát (5,3% nem nyilatkozott; a kettős identitások miatt az végösszeg nagyobb lehet 100%-nál). A vallási megoszlás a következő volt: római katolikus 28,6%, református 51,4%, evangélikus 10,6%, felekezeten kívüli 2% (7,3% nem nyilatkozott).
2022-ben a lakosság 92,3%-a vallotta magát magyarnak, 0,5% németnek, 1,8% egyéb, nem hazai nemzetiségűnek (6,4% nem nyilatkozott; a kettős identitások miatt a végösszeg nagyobb lehet 100%-nál). Vallásuk szerint 36,8% volt református, 14,5% római katolikus, 9,1% evangélikus, 8,6% egyéb katolikus, 5% felekezeten kívüli (25,9% nem válaszolt).